# Lewan Kobiaschwili
Lewan Kobiaschwili (georgisch ლევან კობიაშვილი englisch Levan Kobiashvili; russisch Леван Зурабович Кобиашвили ‚Lewan Surabowitsch Kobiaschwili‘; * 10. Juli 1977 in Tiflis, Georgische SSR, Sowjetunion) ist ein ehemaliger georgischer Fußballspieler, der unter anderem bei den Bundesligisten SC Freiburg, FC Schalke 04 und Hertha BSC aktiv war. Seit 2015 ist er Präsident des Georgischen Fußballverbandes.

## Sportlicher Werdegang

### SC Freiburg
Lewan Kobiaschwili begann seine Karriere bei Awasa Tiflis. Über Metalurg Rustawi, Dynamo Tiflis und Alanija Wladikawkas wechselte er Anfang 1998 zum SC Freiburg in die 2. Bundesliga und spielte dort unter Trainer Volker Finke auf der linken Außenbahn. In seiner ersten Halbserie in Deutschland stieg der Georgier mit seinem Klub direkt in die Bundesliga auf. Im Sommer 1998 kehrte der georgische Leihspieler zunächst nach Tiflis zurück, wurde aber bald darauf erneut vom SC verpflichtet, mit dem er sich in der Bundesliga etablierte. 2001 konnte er sich sogar mit seinem Team für den UEFA-Cup qualifizieren; der SC Freiburg belegte nach dem 34. Spieltag den 6. Platz in der Liga. In der Saison 2001/02 mussten die Breisgauer dann aber wieder den Gang in die 2. Liga antreten. Es gelang jedoch der direkte Wiederaufstieg in der Saison 2002/03.

### Schalke 04

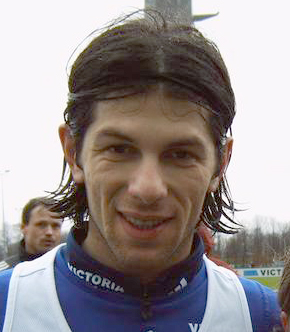
Kobiaschwili beim FC Schalke (2005)

Nach der Aufstiegssaison mit Freiburg wechselte Kobiaschwili zum FC Schalke 04, für den er überwiegend als linker Außenverteidiger und im defensiven Mittelfeld eingesetzt wurde. Mit Schalke wurde der Georgier zweimal Vizemeister (2004/05 und 2006/07), was jeweils die direkte Qualifikation für die Champions League bedeutete. Im Jahr 2005 stand Kobiaschwili im DFB-Pokal-Finale, das Schalke mit 1:2 gegen den FC Bayern München verlor.
In seiner Zeit von über sechseinhalb Jahren beim FC Schalke spielte Kobiaschwili sich dort in die Europacup-Rekordlisten: Er bestritt 35 Europapokalspiele für die Königsblauen und liegt damit auf dem dritten Platz der Spieler mit den meisten Europapokaleinsätzen für Schalke. In diesen 35 Spielen erzielte er sieben Tore und liegt in dieser Statistik zusammen mit Klaus Fischer, Kevin Kurányi und Lincoln auf dem vierten Platz. Des Weiteren absolvierte er noch sechs Europacupspiele (ein Tor) für den SC Freiburg und ein Spiel (kein Tor) für Hertha BSC, zu denen er im Januar 2010 wechselte.

### Hertha BSC
Kobiaschwili kam in der Saison 2009/10 bei Schalke nur noch auf vier Einsätze zu Beginn der Hinrunde und spielte in den Planungen des Vereins nur noch eine geringe Rolle, weshalb er zu Hertha BSC wechselte. Er unterzeichnete bei der Hertha BSC einen Vertrag bis zum 30. Juni 2010, der im Mai 2010 bis zum 30. Juni 2013 verlängert wurde. Bei den Berlinern wurde Kobiaschwili als linker Außenverteidiger eingesetzt.
Nach dem Bundesliga-Relegationsrückspiel gegen Fortuna Düsseldorf am 15. Mai 2012 wurde Lewan Kobiaschwili durch den DFB-Schiedsrichter Wolfgang Stark beschuldigt, diesen nach Spielende geschlagen zu haben. Stark erstattete Anzeige gegen Kobiaschwili. Das Sportgericht des DFB verurteilte Kobiaschwili, nachdem er den Schlag eingestanden hatte, am 4. Juni 2012 zu einer Sperre bis zum 31. Dezember 2012. Dies ist die längste Sperre, die je im deutschen Profifußball gegen einen Spieler ausgesprochen wurde. Kobiaschwili akzeptierte die Strafe. Er selbst bestritt anschließend vehement ein Schuldeingeständnis vor dem DFB-Gericht. Im Dezember 2012 stimmte er auch einem mit der Staatsanwaltschaft Düsseldorf vereinbarten Strafbefehl in Höhe von 60.000 Euro zu.

### Nationalmannschaft
Am 11. Oktober 2011 bestritt er beim EM-Qualifikationsspiel gegen Griechenland sein 100. Länderspiel. Es war die letzte Partie seiner Auswahllaufbahn, die im September 1996 begonnen hatte.

## Laufbahn als Funktionär
Im Oktober 2015 wurde Lewan Kobiaschwili neuer Präsident des Georgischen Fußball-Verbandes. Bei der Wahl in Tiflis setzte er sich mit 18:15 Stimmen gegen den ehemaligen Berufskollegen Rewas Arweladse durch.

## Erfolge
- Georgischer Meister 1995, 1996, 1997, 1998
- Georgischer Fußballpokal 1995, 1996, 1997
- Georgischer Supercup 1996, 1997
- Deutscher Zweitliga-Meister 2003, 2011 und 2013
- Bundesliga-Aufstieg 1998, 2003, 2011 und 2013
- Deutscher Vizemeister und damit die direkte Champions-League-Qualifikation 2004/05 und 2006/07
- DFB-Pokal-Finalist 2005
- Ligapokal-Sieger 2005

## Auszeichnungen
- Georgischer Fußballer des Jahres 2000 und 2005
- Revier-Fußballer des Jahres 2005[20]